# Jean-Marie Charles André Le Vert
Jean-Marie Charles André Le Vert (Papeete, 9 de abril de 1959) é um clérigo católico romano francês e bispo auxiliar em Bordeaux.

## Vida
Jean-Marie Le Vert embarcou na carreira de um oficial da Marinha Francesa antes de estudar teologia. Em 10 de outubro, 1987, ele recebeu o sacerdócio. Ele estava em 1995 clero das Arquidiocese de Tours incardinados.
Papa Bento XVI. nomeou-o em 21 de novembro de 2005 como Bispo Titular de Simidicca e Bispo Auxiliar em Meaux. O arcebispo de Tours, Jean Marcel Cardeal Honoré, deu-lhe a ordenação episcopal em 8 de janeiro do ano seguinte; Os co - consagradores foram Albert-Marie de Monléon OP, bispo de Meaux, e André Armand Vingt-Trois, arcebispo de Paris. Como lema, ele escolheu o filho Sous, dans l'amour.
Em 7 de dezembro de 2007, ele foi nomeado bispo de Quimper. O Papa Francisco aceitou sua demissão em 22 de janeiro de 2015. A razão para a sua renúncia foram tensões insuperáveis entre Bishop Le Vert e uma maioria da diocesano clero.
Em 9 de março de 2018, o Papa Francisco o nomeou Bispo Titular de Briançonnet e Bispo Auxiliar de Bordéus.